# Долговая дефляция
Долговая дефляция — макроэкономическое явление, связанное со снижением цен (дефляцией) в условиях высокой долговой нагрузки. В теории долговой дефляции рассматривается взаимовлияние дефляции и снижения долговой нагрузки, когда оба процесса обуславливают друг друга.
Теория долговой дефляции была предложена в 1933 году Ирвингом Фишером для объяснения механизма спада во время Великой депрессии. Депрессия началась с Черного вторника — краха на фондовых рынках США — и в дальнейшем сопровождалась дефляцией. Теория не получила признания в мейнстримной экономической теории. Возвращение интереса ко взглядам Фишера было связано с мировым финансовым кризисом 2007—2008 годов.

## Теория Фишера
Долговая дефляция была предложена Ирвингом Фишером для объяснения механизма Великой депрессии. Она отличалась как от существовавшей тогда неоклассической точки зрения, так от объяснения, данного впоследствии Джоном Мейнардом Кейнсом. С неоклассической точки зрения кризис, который сопровождается падением спроса должен был привести к снижению цен (дефляции), так как при прежних ценах невозможно продать весь имеющийся товар. Поэтому экономика должна прийти в равновесие, а кризис быстро закончиться. Фишер предположил, что дефляция ведет к росту долга в реальном выражении. Если до начала кризиса долговое бремя было чрезмерным, то дефляция только увеличивает его. Попытка расплатиться по долгам приводит к снижению объёмов кредитования и, как следствие, к снижению предложения денег. Последнее обстоятельство только обостряет кризис.
Фишер описал процесс долговой дефляции в виде цепочки событий.
1. Выплата долгов ведет к спешным распродажам активов.
2. Одновременно из-за выплаты долгов сокращаются депозиты и скорость обращения денег (падает денежный мультипликатор).
3. Происходит снижение уровня цен (дефляция) и рост покупательной способности денег.
4. Если дефляция является устойчивой, то растет стоимость долгов в реальном выражении, что приводит к волне банкротств.
5. Сокращается производство, фирмы увольняют работников и начинает расти безработица.
6. Усиливается волна банкротств.
7. Начинает преобладать пессимизм и неуверенность.
8. Росту сбережений (отказу от потребления и инвестиций) и дальнейшему снижению скорости обращения денег.
9. Номинальные процентные ставки падают, но реальные процентные ставки растут. Стоимость обслуживания долга увеличивается.

Неокейнсианская макроэкономическая теория не уделяла большого внимания финансовым рынкам, поэтому теория долговой дефляции поначалу не получила широкого признания. Однако впоследствии как мейнстримные, так и немейнстримные экономисты неоднократно обращались к ней. Особый интерес долговая дефляция стала вызывать после кризиса 2008 года.

## Развитие

### Теория Мински
Хайман Мински использовал теорию Фишера для обоснования собственной гипотезы финансовой нестабильности. Мински рассмотрел долговую дефляцию с точки зрения финансового рынка. В тот момент когда начинается волна распродаж финансовых активов (см. Момент Мински), происходит одновременное падение цен и на финансовом рынке, и в реальной экономике. В результате долговая дефляция только усиливает кризис, описываемый теорией Мински.

### Теория Бернанке
Бен Бернанке предложил модель кризиса, в которой долговая дефляция ведет к череде банкротств, что нарушает нормальное функционирование кредитного рынка. Трудности с получением кредитов подавляют совокупный спрос и ведут к рецессии.